# Louis Hon
Pour les articles homonymes, voir Hon.
Louis Hon est un footballeur international français devenu entraîneur. Né le 14 septembre 1924 à Couches-les-Mines et mort le 5 janvier 2008 à Fréjus, il évoluait au poste d'arrière central.

## Biographie

### Joueur
Solide athlète, Louis Hon excelle en athlétisme durant sa jeunesse. Il débute tardivement le football et est remarqué à Montélimar par la VGA Saint-Maur, qui le recrute. Officiellement amateur, Louis Hon écope d'une suspension pour « amateurisme douteux » à Saint-Maur. Il rejoint les rangs professionnels en 1946.
Il fait partie de la grande équipe du Stade français mise en place juste après la Seconde Guerre mondiale par le président du Stade, Jacques Mallaud. Il évolue alors sous la houlette d'Helenio Herrera aux côtés de Larbi Ben Barek, notamment. Il en devient un des piliers et connait ses douze sélections en équipe de France de 1947 à 1949. Il devient d'ailleurs titulaire en défense centrale des Bleus, jouant tous les matchs internationaux de l'année 1949.
Il devient en 1950 le premier joueur de football français à évoluer en professionnel au Real Madrid, six ans avant Raymond Kopa. Hon est transféré à Madrid contre son accord lors de l'éclatement du Stade français. Ce transfert met un terme définitif à son parcours en équipe de France, car, à cette période, les joueurs ne jouant pas en France ne sont pas sélectionnés. Il joue trois saisons sous la tunique blanche madrilène, puis revient dès que possible à Paris, en retrouvant le Stade français en 1953. Il est ainsi Champion de Paris en 1954.

### Entraîneur
Sa carrière de joueur achevée, il devient entraîneur. Ses plus grand succès sont signés en 1966 quand il mène le Real Saragosse à la conquête de la Coupe d'Espagne, et en 1967 quand il conduit l'Olympique lyonnais à celle de la Coupe de France. Il est aussi Champion d'Espagne de D2 en 1960 avec le Real Santander.

## Sources et références
- « Hon est mort », dans L'Équipe, lundi 7 janvier 2008, no 19 545, page 7.

1. ↑  https://deces.matchid.io/search?q=Louis+Hon
2. ↑  coll., Football 55, Paris, L'Équipe, 1954, p. 142.
3. ↑  Le premier français du Real Madrid est René Petit qui à l'époque était amateur.
4. ↑  (mais ne participe pas à la petite coupe du monde des clubs de 1952, estivale)